# 冯天薇
馮天薇（1986年8月31日—），新加坡共和國女子桌球運動員，原籍中華人民共和國黑龍江省哈爾濱市，19歲曾參加中國國家隊選拔，沒能入選中國乒乓球隊，后加入新加坡乒乓球隊。

## 簡介

### 中國時期
馮天薇1986年8月31日出生在中國黑龍江省哈爾濱市。她的父親是一名糧倉工人，患有肌肉硬化症；母親是一家百貨公司的員工。馮天薇家境貧寒，家裡要省吃儉用來供她學乒乓球。爲了讓女兒專心練習乒乓球，母親隱瞞了丈夫病情的嚴重性。直到2002年馮天薇的父親去世，她才趕上見父親最後一面。20天后，她顶着丧父之痛，奪得全国青少年锦标赛冠军。
冯天薇在中國國家隊訓練了3年并無明顯進展，於此同時醫生診斷她患上心肌炎。一個月後，她退出中國隊前往日本打職業聯賽。2007年，她在陝西一次訓練時遇到當時新加坡乒乓球隊教練劉國棟，劉國棟推薦她去新加坡發展，馮天薇考慮后接受了。

### 新加坡時期
2007年3月，馮天薇開始在新加坡訓練，並且在隨後的幾個月里參與了數場國際賽事。2007年9月6日，馮天薇正式成為新加坡公民。
2007年6月，馮天薇第一次以新加坡隊的名義參加了在南韓舉辦的巡迴賽，當時她的世界排名是單打第73名。同年在台湾舉辦的巡迴賽中，她一路打到決賽，最終在決賽中輸給了同為新加坡隊的李佳薇。
在2008年中國廣州舉辦的世界乒乓球錦標賽中，馮天薇與隊友在女團比賽中獲得銀牌。
2008年亚洲杯上在四分之一決賽中擊敗了中國頭號種子張怡寧。
2008年北京奧運會，馮天薇第一次代表新加坡參加了奧運會乒乓球賽事。8月15日，馮天薇在女團半決賽中與隊友李佳薇、王越古以3-2擊敗南韓隊，進入決賽。而在決賽中輸給了實力強勁的中國隊，獲得銀牌。這是新加坡自獨立48年以來第一次贏得奧林匹克運動會的獎牌。
在新加坡《今日报》評選中，馮天薇被評為新加坡2008年度十大運動員第三位。
2010年世界乒乓球锦标赛团体赛中，新加坡女队在决赛中3:1击败中国队夺冠，馮天薇在比賽中先後擊敗丁寧和劉詩雯，上演一人獨得兩分的好戲。
2012年多特蒙德團體世乒賽，馮天薇所在的新加坡隊未能延續上屆的神奇，在女團決賽中遭到中國隊3:0橫掃。同年舉行的倫敦奧運會上，馮天薇于女單比賽中殺入四強，不敵中國選手丁寧，其後在銅牌戰中戰勝日本選手石川佳純，為新加坡代表團取得歷史上第二面奧運會個人獎牌。而在女團比賽中，馮天薇未能幫助新加坡隊打入女團決賽，她們0:3不敵日本隊無緣決賽，其後她們在銅牌戰中戰勝韓國隊，獲得季軍。
2015年亞洲盃乒乓球錦標賽在印度舉行，馮天薇在女單四強賽中，先以4:3擊退日本的福原愛闖進決賽，再以4:2擊敗中國的劉詩雯，拿下女單冠軍。

## 奥运会

### 2020年东京夏季奥运会
馮天薇在2020东京奥运中代表新加坡参加了女子单打和女子团体乒乓赛。
女子单打
| 日期    | 项目    | 结果 | 对手             | 比分 | 各局比分 | 各局比分 | 各局比分 | 各局比分 | 各局比分 | 各局比分 |
| -       | 第一轮  | 轮空 | 轮空             | 轮空 | 轮空     | 轮空     | 轮空     | 轮空     | 轮空     | 轮空     |
| -       | 第二轮  | 轮空 | 轮空             | 轮空 | 轮空     | 轮空     | 轮空     | 轮空     | 轮空     | 轮空     |
| 7月26日 | 第三轮  | 胜   | 肖瑶茜（西班牙） | 4-1  | 8-11     | 12-10    | 11-5     | 11-2     | 11-4     | -        |
| 7月27日 | 1/8决赛 | 负   | 韓瑩（德国）     | 1-4  | 11-13    | 7-11     | 9-11     | 11-8     | 8-11     | -        |

女子团体
馮天薇与于梦雨和林葉一同代表新加坡参加女子团体赛。
| 日期   | 项目    | 结果 | 对手 | 比分 |
| 8月2日 | 1/8决赛 | 胜   | 法國 | 3-0  |
| 8月3日 | 1/4决赛 | 负   | 中国 | 0-3  |